# Ponteareas
Ponteareas és un municipi de la província de Pontevedra a Galícia. Pertany a la Comarca do Condado. Limita, al nord, amb Mos, Mondariz-Balneario i Mondariz; al sud, amb Salvaterra de Miño, Salceda de Caselas i As Neves; a l'est, amb Covelo; i a l'oest, amb Mos, O Porriño i Salceda de Caselas.

## Parròquies
Angoares, Arcos, Areas, Arnoso, Bugarín, Celeiros, Cristiñade, Cumiar, Fontenla, Fozara, Guillade, Guláns, Moreira, Nogueira, Santiago de Oliveira, San Mateo de Oliveira, San Lorenzo de Oliveira, Padróns, Paredes, Pías, Ponteareas, Prado, Ribadetea i Xinzo.

## Història
Aquesta àrea geogràfica va formar part de la província de Tui fins a la divisió constitucional i la reforma posterior, que va derivar en la seva inclusió definitiva en la província de Pontevedra. La totalitat de les seves parròquies s'integrava en les jurisdiccions de Sobroso, amb senyoriu del marquès de Sobroso; la d'Oliveira, amb senyoriu del bisbe de Tui; i la de Salvaterra, amb senyoria del comte de Salvaterra. En aquest territori, en els primers anys del segle dinou, van arribar a funcionar ajuntaments en Ponteareas, Guláns i Areas. Iniciat el procés de constitució definitiva dels ajuntaments actuals, dintre del partit judicial de Ponteareas, es creen el municipi de Ponteareas, juntament amb els de Mondariz, Setados (As Neves) i Salvaterra. Des de llavors roman inalterable en la seva estructura i delimitació geogràfica.

## Personatges il·lustres
- Alejandro Viana Esperón, polític (1877 - 1952).
- Delio Rodríguez, ciclista (1916 - 1994).
- Álvaro Pino, ciclista (1956).
- Abel Caballero, polític (1946).
- Fermín Bouza Brey, escriptor (1901 - 1973).
- Reveriano Soutullo Otero, compositor de sarsuela (1884 - 1932).
- Gabino Bugallal, polític (1861 - 1932).
- Rogelio Groba, compositor (1930).
- Silverio Rivas, escultor (1942).
- Jose Teixeira, atleta.
- Manuel Domínguez Benavides, escriptor (1895 - 1947).
- Emiliano Iglesias Ambrosio, advocat i polític.